# Vilaterçana (Sant Llorenç Savall)
Vilaterçana és una masia de Vallcàrquera, en el terme municipal de Sant Llorenç Savall, a la comarca catalana del Vallès Occidental documentada des del segle xiv.
Està situada a 591,7 metres d'altitud, al sud-oest de l'església de Sant Feliu de Vallcàrquera, a l'esquerra del torrent de la Font de Sant Miquel, a l'esquerra del Ripoll. És a llevant de l'extrem meridional de la Carena Gran. Forma part de la masia de Vilaterçana la Granja de Vilaterçana.